# Jan Ronse
Jan Marie Raymond Karel Ronse (Melsen, 8 juli 1921 - Gent, 31 oktober 1988) was een Vlaams advocaat en rechtsgeleerde.

## Leven
Ronse kwam uit een gezin van vijftien kinderen. In juli 1944, na de Bevrijding, promoveerde hij aan de Katholieke Universiteit Leuven tot doctor in de rechten. Hij ging werken op het Gentse advocatenbureau van zijn vader Edmond Ronse, die wegens zijn ministerschap in verschillende zaken niet kon optreden. Zijn oom Hector Goossens was zijn stagemeester. Ronse junior nam de verdediging van verschillende collaborateurs op zich. 
Uit zijn huwelijk met Thérèse Flachet in 1947 zouden acht dochters voortkomen. Ronse werd in 1950 kabinetsmedewerker van minister Pholien en verdedigde in 1954 zijn aggregaatsproefschrift over onrechtmatige daad, maar bleef ingeschreven aan de balie. Vanaf 1956 combineerde hij dat met leeropdrachten aan zijn alma mater, die hem in 1960 benoemde tot gewoon hoogleraar. Het afscheid van de advocatuur volgde uiteindelijk in 1967, toen hij een leerstoel in het vennootschapsrecht aanvaardde. Dat jaar stelde hij zich ook verkiesbaar op de opvolgerslijst van de CVP. Hij werd in 1971 lid van de Koninklijke Academie. Hij was ook voorzitter van de Vereniging voor de Vergelijkende Studie van het Recht in België en Nederland en van de BENELUX-Studiecommissie voor de Eenmaking van het Recht. In 1986 ging hij met emeritaat.
Na zijn dood werd aan de KU Leuven het Jan Ronse Instituut opgericht.

## Werk
Ronse was in 1952 een van de initiatiefnemers van de Algemene Praktische Rechtsverzameling, een reeks monografieën waarvoor hij zelf verschillende delen schreef. Onder zijn impuls verscheen in 1964 ook het Tijdschrift voor Privaatrecht. Hij was een productief auteur die vooral tijdens zijn professoraat omvangrijke boeken publiceerde. Zijn Algemeen deel is een standaardwerk van het vennootschapsrecht.

## Publicaties (selectie)

### Boeken
- De aansprakelijkheid der gemeente wegens schade aangericht ten gevolge van samenscholingen (Decreet van 10 vendémiaire, Jaar IV), 1945, 186 p.
- Verloving, 1953, 36 p.
- Delegatieovereenkomst, 1954, 103 p.
- Aanspraak op schadeloosstelling uit onrechtmatige daad, 1954 (proefschrift)
- Schade en schadeloosstelling, 1957, 813 p. (tweede druk 1984)
- Wisselbrief en orderbriefje, 1972
- De vennootschapswetgeving 1973. Commentaar van de wet van 6 maart 1973 tot aanpassing aan de eerste E.E.G.-richtlijn van 9 maart 1968, 1973
- Algemeen deel van het vennootschapsrecht, 1971 (tweede druk 1975 )
- Gebruykt dese mynen arbeit tot uwen besten. Verspreide geschriften Jan Ronse, 2009, ISBN 9789067381673

### Artikelen
- Rechtsvernieuwing - rechtsverfijning , in: Rechtskundig Weekblad, 1951-52, kol. 289-310
- Vennootschappen. Overzicht van rechtspraak (1961-1963)[dode link] , in: Tijdschrift voor Privaatrecht, 1964, p. 69-166
- Nietigheid van besluiten van organen van de naamloze vennootschap , in: Jaarboek van de Vereniging voor de Vergelijkende Studie van het Recht in België en Nederland, 1966, p. 373-406
- Vennootschappen. Overzicht van rechtspraak (1964-1967)[dode link] , in: Tijdschrift voor Privaatrecht, 1967, p. 629-769
- Marginale toetsing in het privaatrecht[dode link] , in: Tijdschrift voor Privaatrecht, 1977, p. 207-222